# 더 블레스드 마돈나
마리아 스탬퍼(영어: Marea Stamper, 1977년 ~ 현재)는 미국의 DJ, 프로듀서이자 음악가로, 예명 더 블레스드 마돈나(이전에는 더 블랙 마돈나를 사용)로 유명하다. 영국의 잡지인 믹스매그에서는 스탬퍼를 2016년 올해의 DJ로 선정하였다. 자신의 레코드 레이블인 위 스틸 빌리브를 설립하였다.

## 디스코그래피
- 《Club Future Nostalgia》 (2020년, 두아 리파와 함께)

### 참여한 리믹스
- 2015년: 닉 호프너 - "Relate"
- 2016년: 로빈 - "Indestructible"
- 2016년: Tiga - "Blondes Have More Fun"
- 2018년: 실크 시티와 두아 리파: "Electricity"
- 2019년: 로빈 - "Between The Lines"
- 2019년: 조지아 - "About Work the Dancefloor"
- 2020년: 설레스트 - "Stop This Flame"
- 2020년: 두아 리파 ft. 마돈나, 미시 엘리엇 - "Levitating"